# قرار مجلس الأمن التابع للأمم المتحدة رقم 835
قرار مجلس الأمن التابع للأمم المتحدة رقم 835، المتخذ بالإجماع في 2 حزيران / يونيو 1993، بعد التذكير بالقرارات 668 (1990)، 745 (1992)، 810 (1993) و826 (1993) والقرارات الأخرى ذات الصلة، عبر المجلس عن تقديره لسلطة الأمم المتحدة الانتقالية في كمبوديا في أعقاب الانتخابات الأخيرة في كمبوديا.
وواصل المجلس الإشادة بجهود ياسوشي أكاشي، الممثل الخاص للأمين العام بطرس بطرس غالي في كمبوديا لتقديمه الدعم على الرغم من الصعوبات التي واجهها. كما أشاد بملك كمبوديا آنذاك، نورودوم سيهانوك، لقيادته للمجلس الوطني الأعلى وعدد الكمبوديين الذين أدلوا بأصواتهم، وأيد الرأي القائل بأن الانتخابات كانت حرة ونزيهة.
أعلن المجلس عزمه على دعم الجمعية التأسيسية المنتخبة حديثًا في تشكيل حكومة جديدة وصياغة دستور، بدعوة الأمين العام إلى إتاحة تقريره في أقرب وقت ممكن عن سير الانتخابات. وقد تم حث جميع الأطراف على احترام نتائج الانتخابات بعد بعض السخط بين الأحزاب السياسية، وبذل كل ما في وسعها لتحقيق إقامة سلمية لحكومة ديمقراطية. وأخيراً، حث المجتمع الدولي على المساهمة في إعادة إعمار كمبوديا وإعادة تأهيلها.

## روابط خارجية
- نص القرار في undocs.org